# Герб Орловської області

Герб Орловської області

Герб Орловської області був затверджений Орловською обласною Радою народних депутатів 26 липня 2002 року.

## Опис
Герб Орловської області — геральдичний щит, у лазуровому полі якого — срібна фортеця (у вигляді трьох веж, з'єднаних стінами; середня з веж вища й має відкриті ворота в колір поля), увінчана золотим двоглавим орлом під трьома російськими коронами, з яких середня має лазурові стрічки: зелений край щита обтяжений срібною розкритою книгою між двох розбіжних пучків золотого колосся. Співвідношення ширини до довжини щита становить 8:9. Першоосновою герба Орловської області є герб Орловської губернії.